# 英国的叛逆罪
英国的重叛逆罪（high treason），或称大逆罪，现代亦称叛逆罪、叛国罪，是指一系列对王室不忠的罪行。构成重叛逆罪的行为包括密谋杀害君主；与君主的妻子、未婚长女或王位继承人的妻子通奸；对君主发动战争并附和君主的敌人，为其提供援助或鼓励；以及试图破坏合法建立的继承顺序。历史上还有其他几种罪行被归为重叛逆罪，包括伪造货币和担任天主教神父。
叛逆罪与轻叛逆罪不同；后者是指反对君主特定臣民的犯罪，仅限于谋杀法定上级，包括仆人谋杀主人、妻子谋杀丈夫或教士谋杀主教。轻叛逆罪自1828年起归入谋杀罪，因此如今的重叛逆罪可简称为叛逆罪。
叛逆罪作为最严重的犯罪（高于谋杀或其他重罪），通常被认为威胁国家安全，因此面临极其严厉的处罚。直到19世纪，叛逆罪的常用刑罚都是绞死并车裂。《1823年死刑判决法》颁布后，叛逆罪成为除谋杀罪外唯一必须判处死刑的犯罪。但《1998年刑事犯罪和扰乱秩序法》生效以后，英国叛逆罪的最高刑降为终身监禁。
最后一名叛逆罪被告是威廉·乔伊斯。1946年，他因参与纳粹对英广播宣传而被绞死。最近一次有关叛逆法的定罪在2023年——贾斯万特·辛格·柴尔（Jaswant Singh Chail）被控谋杀伊丽莎白二世女王。报道审判的媒体将其罪行简单称为“叛逆罪”， 但按照提出指控的法律，该行为实为“严重轻罪”（high misdemeanour）。

## 犯罪行为
现今的叛逆罪法律包括：
- 1351年叛逆法令（最近由《2013年王位继承法》修订）：
  - 图谋杀害君主、王后（但不包括王夫）、君主长子/女和继承人
  - 侵犯王后、君主的未婚长女、君主长子之妻（仅当长子也是王位继承人时）
  - 在王国领域内向君主发动战争
  - 拥护君主的敌人，在国内或国外给予其援助和鼓励
  - 杀害国王的大法官、司库大臣或法官

- 1702年叛逆法（英语：Treason Act 1702）和1703年叛逆法（爱尔兰）：
  - 企图阻碍根据《1689年权利法案》和《1701年王位继承法》进行的王位继承

- 1708年叛逆法（英语：Treason Act 1708）：
  - 杀死苏格兰高等民事法院（英语：Court of Session）法官或高等刑事法院（英语：High Court of Justiciary）法官
  - （仅在苏格兰法律中）伪造苏格兰大印（英语：Great Seal of Scotland）

### 北爱尔兰
除1351年和1703年法令，旧爱尔兰议会通过的另外两项法令仅适用于北爱尔兰。以下行为也构成叛逆罪：
- 1537年叛逆法（爱尔兰）（英语：Treason Act (Ireland) 1537）：
  - 企图对国王、王后或其法定继承人造成人身伤害
  - 企图剥夺其头衔
  - 公开宣布君主是异端、暴君、异教徒或篡位者
  - 以叛逆之举拒绝向君主交还其要塞、舰船、火炮等军事资产

- 1542年爱尔兰王位法（英语：Crown of Ireland Act 1542）：
  - 实施任何危害君主人身安全的行为
  - 从事任何可能扰乱或干扰君主对王位之拥有的行为

### 叛逆重罪
除叛逆罪外，《1848年叛逆重罪法》（至今仍然有效）还设立了一项最高刑为终身监禁的新罪，称为叛逆重罪。由于当今英国已废除死刑，所以叛逆罪和叛逆重罪的最高刑相同，均为终身监禁。在传统的叛逆罪、重罪和轻罪分类中，叛逆重罪不过是重罪的一种形式。《1661年煽动法令》引入的几种叛逆罪由此被降为重罪。《1967年刑事法》将普通法上隐匿及私了重罪（包括叛逆重罪）的行为除罪化，该法一并取消了轻罪与重罪的区别，但隐匿和私了叛逆罪在普通法下仍属于犯罪。
对以下行为的谋划（compass）、构想（imagine）、捏造（invent）、设计（devise）或意图（intend）构成叛逆重罪：
- 剥夺君主的王位
- 向君主发动战争，以武力或胁迫手段使其改变政策或建议，或以武力或胁迫手段对议会两院或一院施加威胁或威慑
- 煽动或唆使任何外国人入侵联合王国或君主所统治的其他国家

### 1842年叛逆法
1842年叛逆法规定，袭击或惊吓君主，或在君主面前携带武器均属犯罪。此类行为被定为“严重轻罪”，最高可判处七年徒刑。

## 刑事责任
一般认为国王无刑事责任，尤其是叛逆罪责任。威廉·布莱克斯通爵士有言：“法律假定国王无能力（incapacity）犯错，为其圣明睿智、完美无缺。”英国刑事法院的权力源自君主，因此对君主无管辖权。指控君主犯有叛逆罪，等于指控君主对自己不忠。然而，英国内战后，查理一世因叛逆罪受审。对他的审判和处决非常草率；准确地说，审判查理一世是革命产物，不能成为法律先例（precedent）——那些弑君者在君主制复辟后也受到叛逆罪审判。但是，任何人无正当理由试图声索王位都可能构成叛逆罪，因此简·格雷夫人于1553年因篡夺王位被处决。
居住在英国的外籍人士须效忠英国王室，并可能因叛逆罪被起诉。唯一例外是战时的敌方合法战斗人员，例如在英国领土上身着制服的敌方士兵。
居住在国外的英国臣民也继续效忠英国王室。如果他在战争前归化外籍，并在战争期间武装对抗英国王室，则不构成叛逆罪。但是，在战争期间成为敌国公民则构成叛逆罪，因为这相当于效忠于君主的敌人。
精神病人不会因其罪行受到惩罚。但是在亨利八世统治时期，法律规定可以对患有精神病的叛逆罪被告缺席审判，如同对神志清醒的人那样。玛丽一世时期，这项法令被废除。如今，法院有权将精神病被告送往精神病院强制医疗。
《1495年叛逆法》规定，在两个王位觊觎者之间的内战中，为失败方效力的人不能仅因与胜利者作战就被认定有罪。

### 胁迫和婚姻强制
对涉及杀害君主的叛逆罪，胁迫不能作为抗辩理由。
在英格兰、威尔士和北爱尔兰，被控叛逆罪的妻子不能再以婚姻强制作为辩护理由。